# EWHL Super Cup 2011/12
Der EWHL Super Cup 2011/12 war die erste Austragung des EWHL Super Cups, der von der Elite Women’s Hockey League (EWHL) organisiert wird. Der Super Cup wurde im Jahr 2011 von der EWHL ins Leben gerufen, um einen besseren Vergleich zwischen den Spitzenmannschaften der eigenen und anderer europäischer Ligen zu ermöglichen.

## Austragung 2011/12

### Modus
Die Mannschaften spielen in einer Einfachrunde jeder gegen jeden gegeneinander. Ein Spiel geht über 3 × 20:00 Minuten. Für einen Sieg gibt es drei Punkte; für einen Sieg nach Verlängerung (Sudden Victory Overtime) oder Penaltyschießen bekommen der Sieger zwei Punkte, der Verlierer einen.

### Teilnehmer
Für die Teilnahme am Cup sind der Erst- und Zweitplatzierte der letztjährigen EWHL-Saison, die beiden Erstplatzierten der Deutschen Bundesliga und der Schweizer Leistungsklasse A qualifiziert. Der HC Lugano als Zweitplatzierter der Leistungsklasse A verzichtete auf eine Teilnahme.
| Verein               | Heimatliga/Qualifikation                                                                                   |
| -------------------- | --- |
| EHV Sabres Wien      | Österreichischer Meister der Dameneishockey-Bundesliga und Meister der Elite Women’s Hockey League 2010/11 |
| HC Slovan Bratislava | Zweiter der Elite Women’s Hockey League 2010/11                                                            |
| ESC Planegg/Würmtal  | Meister der Fraueneishockey-Bundesliga 2010/11                                                             |
| OSC Berlin           | Zweiter der Fraueneishockey-Bundesliga 2010/11 und Deutscher Pokalsieger 2011                              |
| Zürcher SC Lions     | Schweizer Meister, Leistungsklasse A                                                                       |
| HC Lugano Ladies     | Zweiter der Leistungsklasse A                                                                              |

### Ansetzungen
| 3. September 2011 14:45 Uhr | ZSC Lions Christine Meier (29:31) Eva-Maria Schwärzler (35:49) | 2:4 (0:2, 2:1, 0:1) [esc-planegg.de (Memento vom 11. Februar 2013 im Webarchiv archive.today) Spielbericht] | ESC Planegg/Würmtal Julia Zorn (2:30) Kerstin Spielberger (6:49) Sophie Kratzer (25:16) Ronja Richter (51:24) | Arena, Adelboden Zuschauer: 35 |

| 18. September 2011 9:00 Uhr | ZSC Lions | 7:2 (3:1, 2:0, 2:1) | EHV Sabres Wien | Kunsteisbahn Oberwynental, Reinach Zuschauer: 47 |

| 18. September 2011 13:00 Uhr | OSC Berlin | 0:8 (0:1, 0:1, 0:6) [esc-planegg.de (Memento vom 11. Februar 2013 im Webarchiv archive.today) Spielbericht] | ESC Planegg/Würmtal Lisa Schuster (1:40, 38:22) Monika Bittner (42:10, 47:15, 49:28) Ines Strohmair (51:21) Ronja Richter (52:24) Lisa Schuster (55:14) | Sportforum Hohenschönhausen, Berlin Zuschauer: 113 |

| 16. Oktober 2011 11:15 Uhr | ESC Planegg/Würmtal Sophie Kratzer (13:35, 17:18:) Monika Pink (27:07) Lisa Schuster (28:26) Bettina Evers (31:35) Kathrin Lehmann (42:17) Monika Bittner (51:46, 56:59) | 8:3 (2:2, 3:0, 3:1) [esc-planegg.de (Memento vom 10. Februar 2013 im Webarchiv archive.today) Spielbericht] | HC Slovan Bratislava Anna Džurňáková (7:14) Iveta Karafiátová (12:13) Maria Herichová (41:42) | Eissporthalle, Grafing Zuschauer: 35 |

| 29. Oktober 2011 19:30 Uhr | OSC Berlin Laura Kluge (57:42) | 1:6 (0:1, 0:2, 1:3) Spielbericht | ZSC Lions Darcia Leimgruber (8:38) Isabel Waidacher (22:34) Sara Benz (32:16) Stefanie Kühne (42:46) Angela Taylor (49:23) Stefanie Kühne (57:25) | Sportforum Hohenschönhausen, Berlin Zuschauer: 100 |

| 28. Februar 2012 (am 20. November 2011, 11:15 Uhr wurde aufgrund technischen Defektes der Eismaschine abgesagt) 20:00 Uhr | ESC Planegg/Würmtal Kathrin Lehmann (2:42) Bettina Evers (6:21) Kerstin Spielberger (18:44) Monika Bittner (22:54) Kathrin Lehmann (51:32) | 5:2 (3:0, 1:1, 1:1) Spielbericht | EHV Sabres Wien Janine Weber (33:33) Danielle McCutcheon (48:56) | Zuschauer: 100 |

| 26. November 2011 16:15 Uhr | ZSC Lions Darcia Leimgruber (7:34) Katrin Nabholz (7:59) Eva-Maria Schwärzler (28:07) Melanie Häfliger (30:27) Darcia Leimgruber (55:13) Isabel Waidacher (56:22) | 6:2 (2:0, 2:1, 2:1) Spielbericht | HC Slovan Bratislava Maria Herichová (22:37) Viktoria Ihnaťová (47:18) | Eissporthalle Messestadion, Dornbirn Zuschauer: ca. 100 |

| 10. Dezember 2011 | EHV Sabres Wien Kiira Dosdall (11:29) Janine Weber (13:04) Megan McCarthy (21:36) Janine Weber (40:30) Megan McCarthy (45:01) Victoria Hummel (57:51) Janine Weber (59:52) | 7:2 (2:0, 1:1, 4:1) Spielbericht | OSC Berlin Anja Scheytt (23:32) Franziska Busch (47:19) | Zuschauer: 100 |

| 11. Dezember 2011 | HC Slovan Bratislava Maria Herichová (09:11) Petra Babiaková (16:14) Viktoria Ihnaťová (44:53, 51:46) | 4:2 (2:2, 0:0, 2:0) Spielbericht | OSC Berlin Anja Scheytt (16:05, 16:28) | Zuschauer: 100 |

| 29. Februar 2012 | HC Slovan Bratislava Maria Herichová (21:43) Anna Džurňáková (24:04) Maria Herichová (24:44, 29:50) Nikoleta Celárová (28:34, 50:28) | 6:3 (0:3, 5:0, 1:0) Spielbericht | EHV Sabres Wien Kiira Dosdall (0:37) Anna Meixner (6:13) Victoria Hummel (19:52) | Zuschauer: 50 |

### Endstand
| Platz | Verein               | Land        | Spiele | S3 | S2 | N1 | N0 | Tore  | Tor-Diff. | Punkte |
| ----- | -------------------- | ----------- | ------ | -- | -- | -- | -- | ----- | --------- | ------ |
|       | ESC Planegg/Würmtal  | Deutschland | 4      | 4  | 0  | 0  | 0  | 25:7  | +18       | 12     |
|       | Zürcher SC Lions     | Schweiz     | 4      | 3  | 0  | 0  | 1  | 21:9  | +12       | 9      |
|       | HC Slovan Bratislava | Slowakei    | 4      | 2  | 0  | 0  | 2  | 15:19 | −4        | 3      |
| 4     | EHV Sabres Vienna    | Osterreich  | 4      | 1  | 0  | 0  | 3  | 14:20 | −7        | 3      |
| 5     | OSC Berlin           | Deutschland | 4      | 0  | 0  | 0  | 4  | 5:25  | −20       | 0      |